# Diacamma sericeiventre
Diacamma sericeiventre é uma espécie de formiga do gênero Diacamma, pertencente à subfamília Ponerinae.